# Pure (videogioco)
Pure è un videogioco di simulazione di guida per Xbox 360, PlayStation 3 e Microsoft Windows pubblicato da Disney Interactive Studios e sviluppato da Black Rock Studio (ex Climax Racing, gli sviluppatori delle serie MotoGP e ATV Offroad Fury). Il videogioco è stato annunciato il 14 febbraio 2008 ed è stato rilasciato in Nord America il 16 settembre 2008 su Microsoft Windows, PlayStation 3 e Xbox 360, in Europa il 26 settembre 2008 e in Giappone il 25 giugno 2009.